# Ned Rorem
Ned Rorem (* 23. Oktober 1923 in Richmond, Indiana; † 18. November 2022 in Manhattan, New York) war ein US-amerikanischer Komponist und Literat.
Rorem studierte in Philadelphia, Tanglewood sowie an der Juilliard School. 1949 ging er für neun Jahre nach Frankreich. Wichtige Lehrer waren Bernard Wagenaar, Aaron Copland, Virgil Thomson und in Frankreich Arthur Honegger. Später erhielt er selbst Professuren für Komposition in Buffalo, Salt Lake City und Philadelphia. Neben vielen anderen Ehrungen wurde er 1976 mit dem Pulitzer-Preis ausgezeichnet. Rorem war Komponist zahlreicher Lieder, schrieb aber auch Opern, Orchesterwerke und Kammermusik. Außerdem trat er literarisch hervor; besonders bekannt wurde das autobiographische Paris Diary.

## Elternhaus und erster Musikunterricht
Rorems Mutter, Gladys Miller, war zur Zeit seiner Geburt als Bürgerrechts-Aktivistin engagiert, und sein Vater, C. Rufus Rorem, Volkswirt in einem pharmazeutischen Unternehmen. 1924 zog die Familie nach Chicago, wo der Vater eine Universitätsprofessur übernahm. Beide Eltern waren zu den Quäkern konvertiert, deren Gottesdienste Ned Rorems Kindheit mitprägten.
Obwohl die Eltern selbst wenig Musikkenntnisse besaßen, ermöglichten sie Ned und dessen zwei Jahre älterer Schwester regelmäßige Konzertbesuche. So erlebte er Pianisten wie Paderewski, Rachmaninow oder das Ehepaar Bartók. Beide Kinder erhielten Klavierunterricht, wobei Ned seine Schwester bald überflügelte. Als Elfjähriger kam Rorem mit den Werken Debussys und Ravels in Kontakt, was für seine spätere frankophile Neigung mitbestimmend war. In der Folgezeit lernte er auch zeitgenössische amerikanische Musik und den Jazz kennen und schrieb erste Kompositionen nieder.

## Studienzeit in Amerika
Im Juni 1940 spielte Rorem den 1. Satz des Klavierkonzertes von Edvard Grieg mit dem American Concert Orchestra. Im gleichen Monat machte er seinen High-School-Abschluss an der „University of Chicago Lab School“. Es folgten erste ernsthafte Studien in Musiktheorie und Harmonielehre bei Leo Sowerby am American Conservatory in Chicago. In dieser Zeit begegnete er dem Dichter Paul Goodman. Zwischen beiden entwickelte sich eine Freundschaft, die bis zu Goodmans Tod 1972 bestand. In seinen ersten Liedern (die er 1983 in einem Buch die gelungensten seines Schaffens nannte) vertonte Rorem Texte Goodmans.
Trotz schwacher schulischer Leistungen wurde Rorem wegen seines „kreativen Potenzials“ an der Northwestern University’s School of Music als Jungstudent angenommen. In der Aufnahmeprüfung überzeugte er als Pianist, so dass er neben der Kompositionsklasse bei Alfred Nolte auch in die Klavierklasse Harold Van Hornes aufgenommen wurde. 1943 wechselte er ans Curtis Institute of Philadelphia und studierte dort bei Rosario Scalero und Gian Carlo Menotti. Rorem freundete sich mit Kommilitonen an, die später Interpreten seiner Werke wurden, darunter Gary Graffman und Eugene Istomin. Im Sommer 1943 wurde sein Seventieth Psalm, 1944 seine Four-Hand Piano Sonata aufgeführt. 1944 verließ er das Curtis Institute und zog gegen den Wunsch der Eltern nach New York. Dort bestritt er seinen Lebensunterhalt als Kopist Virgil Thomsons, der ihn in Orchestrierung unterrichtete. Vorübergehend arbeitete Rorem auch als Korrepetitor in der Ballettklasse Martha Grahams.
Auf Drängen des Vaters begann Rorem ein Kompositionsstudium an der Juilliard School in New York bei Bernard Wagenaar und verbrachte die Sommer 1946 und 1947 am Berkshire Music Center in Tanglewood, wo er bei Aaron Copland studierte. 1948 schloss er sein Studium erfolgreich ab. Seine Abschlussarbeit, die Overture in C, erhielt den mit 1.000 $ dotierten „Gershwin Memorial Award“. Im gleichen Jahr wurde The Lordly Hudson auf Gedichte Paul Goodmans von der Music Library Association zum besten veröffentlichten Lied des Jahres gewählt.

## Übersiedlung nach Frankreich
Der Gewinn des Gershwin-Preises erlaubte Rorem eine Reise nach Frankreich; der ursprünglich für drei Monate geplante Aufenthalt dauerte schließlich neun Jahre. In den ersten zwei Jahren lebte er mehrere Monate in Marokko im Haus eines Freundes und schrieb zahlreiche Kompositionen, darunter allein zwanzig Orchesterwerke.
1950 erhielt er den „Lili Boulanger-Preis“, 1951 den „Prix de Biarritz“ für das Ballett Mélos und im gleichen Jahr ein Fulbright-Stipendium, das ihm ein Studium bei Honegger in Paris ermöglichte. Rorem war einer der wenigen amerikanischen Komponisten, die, obwohl in Frankreich studierend, keinen Unterricht bei der renommierten Lehrerin Nadia Boulanger nahmen. Boulanger lehnte ihn als Schüler ab, aber nicht wegen mangelnder Begabung, sondern weil sie der Ansicht war, dass dadurch die bereits geformte Persönlichkeit des 24-Jährigen verfälscht würde.
In Paris lernte Rorem die Mäzenin Vicomtesse Marie-Laure de Noailles kennen, in deren Haus er bis zum Ende seiner Pariser Zeit lebte. Dort traf er viele der bedeutendsten Komponisten, Maler und Literaten der Zeit. Die Pariser Jahre Rorems wurden zu den produktivsten seines kompositorischen Schaffens.

## Literarische Arbeiten
Neben der musikalischen Arbeit führte Rorem ab den fünfziger Jahren Tagebuch, in dem das gesellschaftliche und kulturelle Leben in Frankreich – später in Amerika – unterhaltsam und teils rücksichtslos kommentiert wird. Die in fünf Bänden publizierten Tagebücher enthalten neben Beschreibungen berühmter Maler, Komponisten, Dichter und Dirigenten auch persönliche Berichte über seine homosexuellen Beziehungen und Probleme mit Alkohol, Drogen und Depressionen. Die Veröffentlichung des ersten Tagebuchs, des „Paris Diary“, erregte 1966 in Kreisen des amerikanischen Bürgertums Aufregung und Empörung.
Bereits 1949 hatte Rorem für die Zeitschrift Musical America einen Artikel verfasst. Es folgten Essays, Artikel und Musikkritiken, die in großen Zeitungen und Fachzeitschriften der USA erschienen und auch in Buchform ediert wurden. Darunter sind zahlreiche Berichte und Anmerkungen zu Komponisten, die durch Bekanntschaft oder Freundschaft geprägt sind, darunter Poulenc, Milhaud, Honegger, Auric, Virgil Thomson, Copland, Nadia Boulanger, Carter, Bernstein und Boulez; aber auch Literaten wie Auden, Chester Kallman, Cocteau, Pound oder Green. Auch mit dem amerikanischen Schriftsteller John Cheever hatte Rorem eine kurze Affäre.
1996 erschien die Autobiographie „Knowing When to Stop“, welche die Zeit bis 1949 umfasst. Immer wieder wies Rorem darauf hin, dass seine Musik und seine literarischen Arbeiten einander ergänzten, indem er in der Musik seinen Wunsch nach Ordnung und System realisiere, sein Schreiben aber den Willen zum Chaos befriedige.

## Rückkehr in die USA
Mitte der fünfziger Jahre besuchte Rorem dreimal die USA, um Premieren eigener Werke beizuwohnen und sich um die Publikation neuer Stücke zu kümmern. Erst 1958 aber übersiedelte er wieder nach Amerika. Unter anderem war die repressive Kultur- und Sozialpolitik der McCarthy-Ära für das lange Verweilen in Frankreich verantwortlich. Die offene Homosexualität Rorems wurde in der damaligen amerikanischen Gesellschaft weniger toleriert als in Frankreich. Im „New York Diary“ beschreibt Rorem, dass sein ausschweifender Lebensstil mit Alkoholproblemen in New York zunächst bestehen blieb, auch wenn er versuchte, die Sucht medikamentös, durch Entziehungstherapien und Teilnahme an Treffen der „Anonymen Alkoholiker“ zu bekämpfen. Er beschrieb die Jahre 1955–1965 als seine „drinking decade“. Erst der Organist James Holmes, den Rorem 1967 kennenlernte, und mit dem er bis zu dessen Tod 1999 in einer Partnerschaft lebte, nahm stabilisierenden Einfluss auf sein Leben.
Er starb am 18. November 2022 im Alter von 99 Jahren in Manhattan.

## Ehrungen und Lehrtätigkeiten
Rorem erhielt in den USA weitere Auszeichnungen und Preise: jeweils 1957 und 1977 ein Guggenheim-Stipendium und 1968 einen Preis des National Institute of Arts and Letters. Für das Buch „Critical Affairs – a Composer’s Journal“ wurde ihm der „ASCAP – Deems Taylor Award“ verliehen (1971); den gleichen Preis erhielt er 1975 erneut für „The Final Diary“. 1976 folgte der Pulitzer-Preis für sein Orchesterwerk Air Music.
1959 erhielt Rorem eine Professur für Komposition an der University of Buffalo. 1965 wurde er zum „Composer-in-residence“ mit gleichzeitiger Professur an der University of Utah in Salt Lake City ernannt. 1980 bis 1993 war er stellvertretender Direktor am Seminar für Komposition des Curtis Institute of Philadelphia. Bemerkenswerte Kursteilnehmer schließen Daron Hagen mit ein.
Die Sommer 1980, 1982, 1985 und 1990 verbrachte Rorem als Composer-in-residence beim „Santa Fe Chamber Music Festival“, und trat dabei – wie auch auf anderen Festivals – als Interpret eigener Werke auf. 1977 erhielt Rorem die Ehrendoktorwürde der Northwestern University; der Bürgermeister Chicagos erklärte den 22. und 23. März 1984 zu „Ned Rorem Days“. 2000 bis 2003 war er Präsident der „Academy of Arts and Letters“. 1979 wurde er in die American Academy of Arts and Letters und 2005 in die American Academy of Arts and Sciences gewählt. Ab 2003 war er Ritter der Ehrenlegion.

## Kompositorisches Schaffen in den USA
Nach Rückkehr in die USA begannen die Werke Rorems breiteres Interesse zu wecken. Dirigenten wie Reiner und Ormandy nahmen sie ins Programm; auch seine Lieder wurden durch bekannte Interpreten aufgeführt. Rorem wählte nach Mitte der fünfziger Jahre hauptsächlich Liedtexte amerikanischer Autoren des 20. Jahrhunderts, so Paul Goodman, Theodore Roethke oder Kenneth Koch und besonders häufig Walt Whitman. Ab 1960 entstanden neben wenigen Einzelliedern vorwiegend Liedzyklen.
Der Schwerpunkt von Rorems kompositorischem Schaffen lag zwar auf Vokalmusik; er schuf jedoch zahlreiche, oft programmatische Instrumentalwerke. Dabei griff er mehrfach auf eigene Liedkompositionen zurück, so im 3. Satz des Violin Concerto (1984). Anleihen bei eigenen Werken beschränken sich nicht auf Vokalwerke, sondern er benutzte auch aus früheren Instrumentalstücken immer wieder ganze Sätze. „Recycled“ wurden z. B. Teile aus Eclogues (1953) in Sinfonia (1957) oder aus Burlesque (1955) in A Quaker Reader (1976); Sätze aus A Birthday Suite (1967) wurden eingearbeitet in Sunday Morning (1977), Remembering Tommy (1979), The Santa Fe Songs (1980), Winter Pages (1981) sowie in das Septett Scenes From Childhood (1985).
Rorem komponierte mehrere Opern und schrieb Bühnenmusiken. Auch die erste Filmmusik zu Panic in Needle Park stammte von ihm, wurde jedoch in der Endfassung des Films nicht verwendet. Rorem nutzte später Teile daraus in der mit dem Pulitzer-Preis ausgezeichneten Air Music. Seine bekannteste Oper Miss Julie (nach Strindberg) entstand 1965 im Auftrag der Ford Foundation für die New York City Opera, erhielt jedoch negative Kritiken, was Rorem zu umfangreichen Revisionen veranlasste. 1979 kam die Neufassung, nunmehr erfolgreich, zur Aufführung.
Ein Großteil der ab 1960 entstandenen Musik sind Auftragswerke, etwa der Ford Foundation, der Elizabeth Sprague Coolidge Foundation oder von Orchestern, aber auch von Schulen, Kirchen und Privatpersonen. 1974/1975 erhielt er anlässlich der 200-Jahr-Feier der USA sieben Aufträge: Assembly and Fall, Air Music, Book of Hours, Eight Piano Studies, Serenade, Sky Music und Women’s Voices.
In den achtziger und neunziger Jahren entstanden weiterhin zahlreiche Kompositionen, so 1984 das Violin Concerto und das Organ Concerto. Weitere wichtige Werke sind die Spring Music (uraufgeführt 1991 durch das Beaux Arts Trio aus Anlass des 100. Geburtstages der Carnegie Hall) sowie das Concerto for English Horn and Orchestra, uraufgeführt 1993. Den Liederzyklus Evidence of Things Not Seen (1998) sah Rorem als Konklusion seines gesamten vorherigen Vokalwerkes an. Auch im 21. Jahrhundert entstanden neue Werke, darunter ein Cellokonzert, ein Flötenkonzert und ein Konzert für melodische Schlaginstrumente (von Evelyn Glennie 2004 uraufgeführt).
Rorem, der sich selbst als in der Diatonik verwurzelten Komponisten bezeichnete, wobei seine häufig lyrische Tonsprache auch Einflüsse des französischen Impressionismus aufweist, stellte sich früh gegen die Vertreter der seriellen Musik:

“Boulez proclaimed: ‘Every musician who has not felt the necessity of the serial language is useless. Omit the word ‘not’, and I would agree.’”

„Boulez hat verkündet: ‚Jeder Musiker, der die Notwendigkeit der seriellen Musiksprache nicht empfindet, ist nutzlos. Lässt man das Wort ‚nicht‘ weg, bin ich einverstanden.‘“

## Chronologisches Werkverzeichnis

### Vokalwerke

#### Opern
- Cain and Abel (1946), Libretto: Paul Goodman (E, unorchestriert, unveröffentlicht)
- A Childhood Miracle (1952), Oper für sechs Sänger und dreizehn Instrumente,Libretto: Elliott Stein (E)
- The Robbers (1956), Melodram in einer Szene, Libretto des Komponisten nach Geoffrey Chaucers „The Pardoner’s Tale“ (E)
- Last Day (1959), Oper in neun Minuten für Männerstimme und sechs Instrumente, Libretto: Jay Harrison (E, unveröffentlicht)
- Mamba’s Daughters (1959), unvollendet und unveröffentlicht
- The Anniversary (1961), Libretto: Jascha Kessler (E, unvollendet, unveröffentlicht)
- Miss Julie (1965, rev. 1978), Oper in einem Akt, Libretto: Kenward Elmslie, nach August Strindberg (E)
- Hearing (1966, arr. 1976), Fünf Szenen für vier Sänger und sieben Instrumentalisten, Libretto: Ein Drama von James Holmes über Gedichte von Kenneth Koch (E)
- Bertha (1968), Oper in einem Akt, Libretto nach Kenneth Koch (E)
- Three Sisters Who Are Not Sisters (1968), Oper in drei Szenen für fünf Solosänger, Libretto nach dem Melodram von Gertrude Stein (E)
- Fables (1970), Fünf Kurzgeschichten, Libretto nach Gedichten von Jean de la Fontaine, übersetzt von Marianne Moore (E)

#### Werke für Solostimme(n) und Orchester
- At Noon Upon Two (1947), Marionettentheater (zusammen mit Charles Henri Ford) (E, unveröffentlicht)
- Six Irish Poems (1950), für Gesangsstimme und Orchester, Text: George Darley (E)
- Poèmes pour la paix (1953; orchestriert 1956), für mittlere Solostimme und Streicher, Texte: Jehan Regnier, Pierre de Ronsard, Olivier de Magny, Jean Daurat und Antoine de Baif (F)
- Sun (1966), Acht Gedichte in einem Satz für Solostimme und Orchester, Texte: King Ikhnaton, Lord Byron, Paul Goodman, William Blake, Robin Morgan, William Shakespeare, Walt Whitman und Theodore Roethke (E)
- After Long Silence (1982), Zehn Gedichte für Solostimme, Oboe und Streicher, Texte: William Butler Yeats, George Herbert, Thomas Carew, Robert Burns, Queen Elizabeth I, Thomas Hardy, William Blake, Ernest Dowson, Emily Dickinson (E)
- The Schuyler Songs (1987), Acht Gedichte für Solostimme und Orchester, Text: James Schuyler (E)
- Swords and Plowshares (1990), für vier Solostimmen und Orchester, Texte: Arthur Rimbaud, Lord Byron, Wystan Hugh Auden, William Butler Yeats, Archibald MacLeish, E.A. Robinson, Emily Dickinson, Walt Whitman, Denise Levertov, Psalm 133 (E)
- More Than A Day (1995), für Gesangsstimme und Kammerorchester, Text: Jack Larson (E)

#### Werke für Chor und Orchester
- The Seventieth Psalm (1943), Hymne für gemischten Chor und Bläserensemble, Text: Psalm 70 (E)
- A Sermon on Miracles (1947), für einstimmigen Chor, Solostimme und Streicher, Text: Paul Goodman (E)
- That We May Live (1947), Bühnenfestspiel (zusammen mit Milton Robertson, unveröffentlicht)
- The Long Home (1947), für Chor und Orchester (unveröffentlicht)
- The Poet’s Requiem (1955), für Sopran, gemischten Chor und Orchester, Texte: Franz Kafka, Rainer Maria Rilke, Jean Cocteau, Stephane Mallarme, Sigmund Freud, Paul Goodman und André Gide (E)
- Two Psalms and a Proverb (1962), für gemischten Chor und fünf Streichinstrumente, Texte: Psalm 133, 1–3; Psalm 13, 1–6; Sprüche Salomos 23, 29–35 (E)
- Lift Up Your Heads (The Ascension) (1963), für gemischten Chor, Bläserensemble und Pauken, Text: John Beaumont (E)
- Laudemus Tempus Actum (1964), für gemischten Chor und Orchester, Text: vom Komponisten (L)
- Letters from Paris (1966), für gemischten Chor und kleines Orchester, Text: Janet Flanner (E)
- Little Prayers (1973), für Sopran, Bariton, gemischten Chor und Orchester, Text: Paul Goodman (E)
- A Whitman Cantata (1983), für Männerchor, zwölf Blechbläser und Pauken, Text: Walt Whitman (E)
- An American Oratorio (1984), Texte von neun Amerikanischen Autoren des 19. Jahrhunderts für gemischten Chor, Tenor und Orchester, Texte: Emma Lazarus, Edgar Allan Poe, Henry Wadsworth Longfellow, Mark Twain, Sidney Lanier, Stephen Crane, Walt Whitman und Herman Melville (E)
- Homer (1986), Drei Szenen aus der „Ilias“, für vierstimmig gemischten Chor und acht Instrumente, Text: nach Homers „Ilias“ (E)
- Te Deum (1987), für gemischten Chor, 2 Trompeten, 2 Posaunen und Orgel, Text: Book of Common Prayer (Gebetbuch der anglikanischen Kirche) (E)
- Goodbye My Fancy (1988), Ein Oratorium für gemischten Chor und Orchester mit Alt- und Bariton-Soli, Text: Walt Whitman (E)

#### Kammermusik mit Gesang
- Mourning Scene from Samuel (1947), für Gesangsstimme und Streichquartett, Text: Samuel II 1,19–27 (E)
- Four Dialogues (1954), für zwei Gesangstimmen und zwei Klaviere, Text: Frank O’Hara (E)
- Some Trees (1968), Drei Gedichte für drei Stimmen: Sopran, Mezzosopran, Bassbariton und Klavier, Text: John Ashbery (E)
- Gloria (1970), für zwei Solostimmen und Klavier, Text: aus der römischen Messe (L)
- Ariel (1971), Fünf Gedichte von Sylvia Plath für Sopran, Klarinette und Klavier, Text: Sylvia Plath (E)
- Last Poems of Wallace Stevens (1972), für Gesangsstimme, Cello und Klavier, Text: Wallace Stevens (E)
- Serenade on Five English Poems (1975), für Gesangsstimme, Geige, Bratsche und Klavier, Texte: John Fletcher, William Shakespeare, Lord Alfred Tennyson, Gerard Manley Hopkins und Thomas Campian (E)
- Back to Life (1980), für Countertenor und Kontrabass, Text. Thom Gunn (E)
- The Santa Fe Songs (1980), Zwölf Gedichte von Witter Bynner für mittlere Gesangsstimme, Geige, Bratsche, Cello und Klavier, Text: Witter Bynner (E)
- The Auden Poems (1989), für Gesangsstimme, Geige, Cello und Klavier, Text: Wystan Hugh Auden (E)
- Songs of Sadness (1994), für Gesangsstimme, Gitarre, Violoncello und Klavier, Texte: Mark Strand, James Merrill, Gerard Manley Hopkins, Robert Burns (E)

#### Chorwerke
- A Sermon on Miracles (1947), für einstimmigen Chor, Solostimme und Tasteninstrument, Text: Paul Goodman (E)
- Four Madrigals (1947), für gemischten Chor a cappella,ext: nach Sappho, übersetzt von C. M. Bowra (E)
- Three Incantations from a Marionette Tale (1948), für einstimmigen Chor oder Solostimme und Klavier, Texte: Charles Boultenhouse (E)
- From an Unknown Past (1951), für gemischten Chor oder Solostimme und Klavier, Texte: anonymes Gedicht des 16. Jhd., John Dowland, William Shakespeare(?) (E)
- The Mild Mother (1952), Lied; Choral, einstimmiger Chor, Text: Anonymus 15. Jhd. (E)
- A Far Island (1953), für gemischten Chor, Text: Kenward Elmslie (E)
- Five Prayers for the Young (1953), für dreistimmigen Frauenchor
- Gentle Visitations (1953), für dreistimmigen Frauenchor, Text: Percy B. Shelley (E)
- I Feel Death... (1953), für dreistimmigen Männerchor a cappella, Text: Thomas Nashe (E)
- The Corinthians (1953), für Chor und Orgel, Text: 1. Korinther 13 (E)
- All Glorious Good (1955), für gemischten Chor, Text: aus der „Episcopal Hymn“, U.S.A. (1841) (E)
- Christ the Lord Is Ris’n Today (1955), für gemischten Chor, Text: Charles Wesley (E)
- Sing my Soul, His Wondrous Love (1955), für gemischten Chor, Text: aus der „Episcopal Hymn“, U.S.A. (1841) (E)
- Miracles of Christmas (1959), für gemischten Chor und Orgel (oder Klavier), Text: Ruth Apprich Jacob (E)
- Prayers and Responses (1960), für gemischten Chor, Text: liturgisch (E)
- Virelai (1961), für gemischten Chor, Text: Geoffrey Chaucer (E)
- Love Divine, All Loves Excelling (1966), für gemischten Chor, Text: Charles Wesley (E)
- Proper for the Votive Mass of the Holy Spirit (1966), für einstimmigen Chor und Orgel, Text: liturgisch (E)
- Truth in the Night Season (1966), für gemischten Chor und Orgel, Text: Psalm 92, 1–5 (E)
- He Shall Rule from Sea to Sea (1967), für gemischten Chor und Orgel, Text: Psalm 71, Daniel 7 (E)
- Two Holy Songs (1969), für gemischten Chor und Tasteninstrument, Text: aus den Psalmen 134 und 150 (E)
- Praises for the Nativity (1970), für vier Solostimmen, gemischten Chor und Orgel, Text: Prediger (L, E)
- Canticle of the Lamb (1971), für gemischten Chor a cappella, Text: Offenbarung des Johannes (E)
- Canticles, Set I (1971), Text: Englische Fassungen liturgischer Gesänge (E)
- Canticles, Set II (1972), Text: Englische Fassungen liturgischer Gesänge (E)
- Four Hymns (1973), für gemischten Chor und Keyboard, Texte: Trad. 12. Jhd., Godfrey Thing, John Oxenham, Trad. 16. Jhd. (E)
- In Time of Pestilence (1973), für gemischten Chor a cappella, Text: Thomas Nashe (E)
- Missa Brevis (1973), für vier Solostimmen und gemischten Chor, Text: liturgisch (L)
- Prayer to Jesus (1973), für gemischten Chor, Text: Gerard Manley Hopkins (E)
- Three Motets (1973), für gemischten Chor und Orgel, Text: Gerard Manley Hopkins (E)
- Three Prayers (1973), für gemischten Chor, Text: Paul Goodman (E)
- Surge, Illuminare (Arise, Shine) (1977), für gemischten Chor und Orgel, Text: liturgisch (E)
- Three Choruses for Christmas (1978), für gemischten Chor, Texte: Thomas Hardy, trad., Muhllenberg – 1826 (aus „The Hymnal“) (E)
- Give All to Love (1981), für zweistimmigen gemischten Chor und Klavier, Text: Ralph Waldo Emerson (E)
- Little Lamb, Who Made Thee? (1982), für gemischten Chor und Orgel, Text: William Blake (E)
- Praise the Lord, O My Soul (1982), für gemischten Chor und Orgel, Text: Psalm 146 (E)
- Mercy and Truth Are Met (1983), für gemischten Chor und Orgel, Text: Psalm 85, 10–13 (E)
- Pilgrim Strangers (1984), für sechs Männerstimmen, Text: Walt Whitman (E)
- Seven Motets for the Church Year (1986), für gemischten Chor, Text: aus dem „Liber usualis“ (E)
- The Death of Moses (1987), für gemischten Chor und Orgel, Text: Deuteronomium, 34.1–12 (E)
- Five Armenian Love Songs (1987), für gemischten Chor, Text: Nahapet Kuckak (Armenisch)
- Three Poems of Baudelaire (1987), für gemischten Chor, Text: Pierre Charles Baudelaire (übers. ins Englische von Richard Howard) (E)
- What is Pink? (1987), Sechs Lieder für Sopranchor mit Klavier, Texte: Christina Rossetti, Vachel Lindsay, William Jay Smith, Edna St. Vincent Millay, Edwin Arlington Robinson (E)
- Lead Kindly Light (1988), für gemischten Chor, Text: Trad. (E)
- Breathe On Me (1989), für gemischten Chor a cappella, Text: Edwin Hatch (E)
- Love Alone (1989), für Männerchor und Klavier zu vier Händen, Text: Paul Monette (E)
- Present Laughter (1993), für gemischten Chor, Blechbläserquartett und Klavier, Texte: William Shakespeare, Donne, Blake, Ben King (E)

#### Lieder und Liedersammlungen
- Doll’s Boy (1944), für Gesangsstimme und Klavier, Text: e.e. cummings (E)
- Song of Chaucer (1944), für Gesangsstimme und Klavier, Text: Geoffrey Chaucer (unveröffentlicht)
- A Psalm of Praise (1945), für Gesangsstimme und Klavier, Text: aus Psalm 100
- A Song of David (1945), für Gesangsstimme und Klavier, Text: aus Psalm 120 (E)
- Dawn Angel (1945), für Gesangsstimme und Klavier, Text: Parker Tyler (E) (unveröffentlicht)
- Absalom (1946), für mittlere Gesangsstimme und Klavier, Text: Paul Goodman (E)
- Alleluia (1946), für mittlere Gesangsstimme und Klavier
- On a Singing Girl (1946), für Gesangsstimme und Klavier, Text: Elinor Wylie (E)
- Seven Little Prayers (1946), für Gesangsstimme und Klavier (unveröffentlicht)
- Spring (1946), für mittlere Gesangsstimme und Klavier, Text: Gerard Manley Hopkins (E)
- Spring and Fall (1946), für Gesangsstimme und Klavier, Text: Gerard Manley Hopkins (E)
- Catull: On the Burial of His Brother (1947), für mittlere Gesangsstimme und Klavier, Text: übers. ins Englische von Aubrey Beardsley (E)
- Fire Boy (1947), Marionettentheater, für Gesangsstimme und Klavier, Text: Charles Boultenhouse (E) (unveröffentlicht)
- The Lordly Hudson (1947), für Gesangsstimme und Klavier, Text: Paul Goodman
- Mongolian Idiot (1947), für Gesangsstimme und Klavier, Text: Karl Shapiro (E) (unveröffentlicht)
- Spring (1947), für Gesangsstimme und Klavier, Text: Gerard Manley Hopkins (E)
- Three Blues of Paul Goodman (1947), für Gesangsstimme und Klavier, Text: Paul Goodman (E)
- Echo’s Song (1948), für mittlere Gesangsstimme und Klavier, Text: Ben Jonson (E)
- Requiem (1948), für Gesangsstimme und Klavier, Text: Robert Louis Stevenson (E)
- Two Poems of Edith Sitwell (1948), für mittelhohe Gesangsstimme und Klavier, Text: Edith Sitwell (E)
- Little Elegy (1949), für Gesangsstimme und Klavier, Text: Elinor Wylie (E)
- Rain in Spring (1949), für mittlere Gesangsstimme und Klavier, Text: Paul Goodman (E)
- The Silver Swan (1949), für Gesangsstimme und Klavier, Text: Orlando Gibbons (E)
- What if Some Little Pain... (1949), für Gesangsstimme und Klavier, Text: Edmund Spenser (E)
- Lullaby of the Woman of the Mountain (1950), für Gesangsstimme und Klavier, Text: Padriac Pearse (E)
- Philomel (1950), für Gesangsstimme und Klavier, Text: Richard Barnfield (E)
- Another Sleep (1951), Drei Lieder für Gesangsstimme und Klavier, Text: Julien Green (E) (unveröffentlicht)
- Love in a Life (1951), für mittlere Gesangsstimme und Klavier, Text: Robert Browning (E)
- The Call (1951), für Gesangsstimme und Klavier, Text: Anonymus 15. Jhd. (E)
- The Nightingale (1951), für mittlere Gesangsstimme und Klavier, Text: Anonymus, ca. 15. Jhd. (E)
- To a Young Girl (1951), für mittlere Gesangsstimme und Klavier, Text: William Butler Yeats (E)
- Whiskey, Drink Divine (1951), für Gesangsstimme und Klavier, Text: aus einem irischen Gedicht (E) (unveröffentlicht)
- A Christmas Carol (1952), für Gesangsstimme und Klavier, Text: Anonymus 15. Jhd. (E)
- An Angel Speaks to the Shepherds (1952), für Gesangsstimme und Klavier, Text: Lukas 2,9-15 (E)
- The Resurrection (1952), für Gesangsstimme und Klavier, Text: Matthäus, 27,62-66; 28 (E)
- Boy With a Baseball Glove (1953), für Gesangsstimme und Klavier, Text: Paul Goodman (E) (unveröffentlicht)
- Jack L’Eventreur (1953), für hohe Gesangsstimme und Klavier, Text: Marie Laure (F)
- Love (1953), für mittlere Gesangsstimme und Klavier, Text: Thomas Lodge (E)
- The Midnight Sun (1953), für Gesangsstimme und Klavier, Text: Paul Goodman (E)
- Sally’s Smile (1953), für Gesangsstimme und Klavier, Text: Paul Goodman (E)
- Six Songs for High Voice (1953), für Gesangsstimme und Klavier, Texte: Anonymus 16. Jhd., Robert Browning, John Dryden (E)
- The Tulip Tree (1953), für Gesangsstimme und Klavier, Text: Paul Goodman
- Anacreontiche (1954), Vier Lieder für Gesangsstimme und Klavier, Text: Jacopo Vittorelli (I) (unveröffentlicht)
- Three Poems of Demetrios Capetanakis (1954), für mittlere Gesangsstimme und Klavier,Text: Demetrios Capetanakis (E)
- Poem for F (1955), für Gesangsstimme und Klavier, Text: Edouard Roditi (E) (unveröffentlicht)
- Three Poems of Paul Goodman (1956), für Gesangsstimme und Klavier, Text: Paul Goodman (E)
- Conversation (1957), für mittlere Gesangsstimme und Klavier, Text: Elizabeth Bishop (E)
- Five Poems of Walt Whitman (1957), für Gesangsstimme und Klavier, Text: Walt Whitman (E)
- Fourteen Songs on American Poetry (1957), für Gesangsstimme und Klavier, Texte: Walt Whitman, Robert Hillyer, Gertrude Stein, Theodore Roethke, Paul Goodman, Howard Moss (E)
- The Lord’s Prayer (1957), für Gesangsstimme und Klavier
- Settings for Whitman (1957), für (gesprochene) Stimme, Text: Walt Whitman (E) (unveröffentlicht)
- To You (1957), für Gesangsstimme und Klavier, Text: Walt Whitman (E)
- Visits to St Elizabeth’s (1957), für mittlere Gesangsstimme und Klavier, Text: Elizabeth Bishop (E)
- Two Poems of Theodore Roethke (1959), für mittlere Gesangsstimme und Klavier, Text: Theodore Roethke (E)
- For Poulenc (1963), für Gesangsstimme und Klavier, Text: Frank O’Hara (E)
- Four Poems of Tennyson (1963), für Gesangsstimme und Klavier, Text: Alfred, Lord Tennyson (E)
- Two Poems of Plato (1964), für Gesangsstimme und Klavier, Text: Platon (unveröffentlicht)
- Feed My Sheep (1966), für Gesangsstimme und Klavier, Text: Mary Baker Eddy (E) (unveröffentlicht)
- The Serpent (1972), für mittlere Gesangsstimme und Klavier, Text: Theodore Roethke (E)
- To Jane (1974), für mittlere Gesangsstimme und Klavier, Text: Percy B. Shelley (E)
- Where We Came (1974), für mittlere Gesangsstimme und Klavier, Text: Jean Garrigue (E)
- A Journey (1976), für mittlere Gesangsstimme und Klavier, Text: Andrew Glaze (E)
- Jeannie with the Light Brown Hair (1982), Foster, arrangiert von Ned Rorem für Gesangsstimme und Klavier
- Three Calamus Poems (1982), für mittlere Gesangsstimme und Klavier, Text: Walt Whitman (E)
- Anna la Bonne (1989), Eine Szene für Gesangsstimme und Klavier, Text: Jean Cocteau (F)
- Are You the New Person? (1989), für Gesangsstimme und Klavier, Text: Walt Whitman (E)
- Full of Life Now (1989), für Gesangsstimme und Klavier, Text: Walt Whitman (E)

#### Liederzyklen
- Penny Arcade (1949), Zyklus für Gesangsstimme und Klavier, Text: Harold Norse (E) (unveröffentlicht)
- Flight for Heaven (1950), Zyklus für Bass-Bariton und Klavier, Text: Robert Herrick (E)
- Cycle of Holy Songs (1951), Vier Lieder für Gesangsstimme und Klavier, Texte: aus den Psalmen (E)
- To a Young Girl (1951), Liederzyklus für Gesangsstimme und Klavier, Text: William Butler Yeats (E) (unveröffentlicht)
- Eclogues (1953), Zyklus für Gesangsstimme und Klavier, Text: John Fletcher (E) (unveröffentlicht)
- Poèmes pour la paix (1953), Für mittlere Gesangsstimme und Klavier, Texte: Jehan Regnier, Pierre de Ronsard, Olivier de Magny, Jean Durat, Jean Antoine de Baif (F)
- King Midas (1961), Eine Kantate für Gesangsstimme(n) und Klavier über zehn Gedichte von Howard Moss, Text: Howard Moss (E)
- Poems of Love and Rain (1963), Zyklus von siebzehn Liedern für Mezzosopran und Klavier, Texte: Donald Windham, W.H. Auden, Howard Moss, Emily Dickinson, Theodore Roethke, Jack Larson, e. e. cummings, Kenneth Pitchford (E)
- Hearing (1966), für mitteltiefe Gesangsstimme und Klavier, Text: Kenneth Koch (E)
- War Scenes (1969), für mitteltiefe Gesangsstimme und Klavier, Text: Walt Whitman (E)
- Women’s Voices (1975), Elf Lieder für Sopran und Klavier, Texte: Elinor Wylie, Christina Rossetti, Anne Bradstreet, Mary Leigh – Lady Chudleigh, Mary Sidney Herbert – Countess of Pembroke, Mary Elizabeth Coleridge, Adrienne Rich, Emily Dickinson, Queen Anne Boleyn, Lola Ridge, Charlotte Mew (E)
- The Nantucket Songs (1979), Zehn Lieder für Sopran und Klavier, Texte: Theodore Roethke, William Carlos Williams, Edmund Waller, Christina Rossetti, Walter Savage Landor, John Ashbery (E)
- Evidence of Things Not Seen (1998), 36 Lieder für Solostimmen und Klavier, Texte: Theodore Roethke, Walt Whitman, Wystan Hugh Auden, William Wordsworth, Elizabeth Barrett Browning, Paul Goodman, Edna St. Vincent Millay, Thomas Kenn, John Woolman, William Penn, Rudyard Kipling, Stephen Crane, Langston Hughes, Oscar Wilde, A. E. Housman, Jane Kenyon, Julian Green, Colette, Robert Frost, William Butler Yeats, Charles Baudelaire, Mark Doty, Paul Monette (E)

### Instrumentalwerke

#### Werke für Orchester
- Overture for G.I.’s (1944), für Militärkapelle
- Concertino da Camera (1946), für Cembalo und sieben Instrumente
- Concerto No. 1 for Piano (1948) (unveröffentlicht)
- Death of the Black Knight (1948), Ballett (unveröffentlicht)
- Overture in C (1949) (unveröffentlicht)
- Concerto No. 2 (1950) für Klavier und Orchester
- Symphony No. 1 (1950)
- Ballett for Jerry (1951) (unveröffentlicht)
- Melos (1951), Ballett (unveröffentlicht)
- Dorian Gray (1952), Ballett (unveröffentlicht)
- Design (1953)
- Symphony No. 2 (1956)
- Sinfonia (1957), für symphonisches Blasinstrumentenorchester
- Symphony No. 3 (1958)
- Eagles (1958)
- Pilgrims (1958), für Streicher
- Early Voyagers (1959), Ballett (unveröffentlicht)
- Ideas (1961)
- Lions (A Dream) (1963)
- Excursions (1965), Ballett (unveröffentlicht)
- Water Music (1966), für Klarinette, Violine und Orchester
- Piano Concerto in Six Movements (1969)
- Air Music (1974)
- Zehn Variationen für Orchester
- Assembly and Fall (1975), ein Satz für Orchester mit Solopartien für Oboe, Trompete, Pauken und Viola
- Sunday Morning (1977), Gedicht in acht Teilen für Orchester
- Remembering Tommy (1979), Suite in zehn Sätzen für Cello und Klavier mit Orchester
- Violin Concerto (1984)
- Organ Concerto (1985)
- String Symphony (1985), für Streichorchester
- Frolic (1986), Fanfare für Orchester
- Fantasy and Polka (1988)
- A Quaker Reader (Orch. 1988), Acht Sätze für Orchester
- Piano Concerto for Left Hand and Orchestra (1991)
- Triptych (1992), Drei Stücke für Kammerorchester
- Concerto for English Horn and Orchestra (1993)
- Waiting (1996), Eine Jubiläumskarte für Orchester
- Concerto for Violin, Violoncello and Orchestra (1998)
- Cello Concerto (2002)
- Flute Concerto (2002)
- Mallet Concerto, für melodische Schlaginstrumente (UA 2004)

#### Kammermusik
- String Quartet No. 1 (1947) (unveröffentlicht)
- Mountain Song (1949), für Flöte und Klavier
- Sonata for Violin and Piano (1949)
- String Quartet No. 2 (1950)
- Eleven Studies for Eleven Players (1960)
- Trio (1960), für Flöte, Violoncello und Klavier
- Lovers (1964), Eine Erzählung in zehn Szenen für Cembalo, Oboe, Violoncello und Schlagzeug
- Day Music (1971), für Violine und Klavier
- Night Music (1972), für Violine und Klavier
- Solemn Prelude (1973), Fanfare für Blechbläser
- Book of Hours (1975), Acht Stücke für Flöte und Harfe
- Sky Music (1976), Zehn Stücke für Harfe solo
- Romeo and Juliet (1977), Neun Stücke für Flöte und Gitarre
- Three Slow Pieces (1978), für Violoncello und Klavier
- After Reading Shakespeare (1980), Neun Sätze für Violoncello solo
- Suite for Guitar (1980)
- Winter Pages (1981), Quintett in elf Sätzen für Klarinette, Fagott, Violine, Violoncello und Klavier
- Dances (1983), für Violoncello und Klavier
- Picnic on the Marne (1984), Sieben Walzer für Altsaxophon und Klavier
- Septet „Scenes from Childhood“ (1985), für Oboe, Horn, Klavier und Streichquartett
- The End of Summer (1985), für Klarinette, Violine und Klavier
- Bright Music (1987), für Flöte, zwei Violinen, Violoncello und Klavier
- Fanfare and Flourish (1988), für Blechbläser und Orgel
- Diversions (1989), für Blechbläserquintett
- Spring Music (1990), für Violine, Violoncello und Klavier
- String Quartet No. 3 (1991)
- String Quartet No. 4 (1994)
- Six Variations for Two Pianos (1995)
- Autumn Music (1998), für Violine und Klavier

#### Musik für Tasteninstrumente
- Lost in Fear (1945), Ballett mit Klavierbegleitung (unveröffentlicht)
- Fantasy and Toccata (1946), für Orgel
- A Quiet Afternoon (1948), Suite für Klavier
- Sonata No. 1 (1948), für Klavier
- Toccata (1948), für Klavier
- Barcarolles (1949), für Klavier
- Sonata No. 2 (1949), für Klavier
- Suite for Two Pianos (1949), für zwei Klaviere (unveröffentlicht)
- Pastorale (1950), für Orgel
- Sicilienne (1950), für zwei Klaviere
- Sonata No. 3 (1954), für Klavier
- Burlesque (1955), für Klavier (unveröffentlicht)
- Slow Waltz (1958), für Klavier
- Polish Songs, op. 74 (1960), F. Chopin, arrangiert von Ned Rorem für Klavier (unveröffentlicht)
- A Birthday Suite (1967), Zwölf Stücke für Klavier vierhändig (unveröffentlicht)
- Spiders (1968), für Cembalo
- Eight Etudes (1975), für Klavier
- A Quaker Reader (1976), Elf Stücke für Orgel
- Views from the Oldest House (1981), Suite in sechs Sätzen für Orgel
- Song & Dance (1986), für Klavier
- For Shirley (1989), für Klavier vierhändig
- Organbook I (1989), „Fantasy“, „Episode“, „Song“, „Serenade“, „Reveille“
- Organbook II (1989), „Rex Tremendae“, „Magnificat“, „Pie Jesu“, „Stabat Mater“, „Eli, Eli, lama sabachthani?“, „In Nomine Domini“
- Organbook III (1989), „Rondo“, „Impromptu“, „Passacaglia“, „Fanfare“, „Fugue“

#### Sonstige Musik
- Dusk (1948), „Gelegenheitsmusik“ (unveröffentlicht)
- Hippolytus (1948), „Gelegenheitsmusik“ (unveröffentlicht)
- Cock-A-Doodle (1949), „Gelegenheitsmusik“ (unveröffentlicht)
- The Young Disciple (1955), „Gelegenheitsmusik“ (unveröffentlicht)
- Suddenly Last Summer (1958), „Gelegenheitsmusik“ (unveröffentlicht)
- The Ticklish Acrobat (1958), Musikalische Comedy (unveröffentlicht)
- The Cave at Machpelah (1959), „Gelegenheitsmusik“ (unveröffentlicht)
- Motel (1960), „Gelegenheitsmusik“ (unveröffentlicht)
- Caligula (1962), „Gelegenheitsmusik“ (unveröffentlicht)
- Color of Darkness (1963), „Gelegenheitsmusik“ (unveröffentlicht)
- The Lady of Camellias (1963), „Gelegenheitsmusik“ (unveröffentlicht)
- The Milk Train Doesn’t Stop Here Anymore (1964), „Gelegenheitsmusik“ (unveröffentlicht)
- The Nephew (1971), „Gelegenheitsmusik“ (unveröffentlicht)
- Panic in Needle Park (1971), Filmmusik

### Primärliteratur
1. Rorem, Ned: Poulenc – a Memoir, in: Tempo 1963, S. 28–29.
2. ders.: Music From Inside Out, New York 1967.
3. ders.: 35 mm Music Man, in: Utah Alumnus, 43. Jahrgang, Winter 1967, S. 20.
4. ders.: Music and People, New York 1968.
5. ders.: Critical Affairs – A Composer’s Journal, New York 1970.
6. ders.: Pure Contraption – A Composer’s Essays, New York 1973.
7. ders.: The Final Diary, 1961-1972, reprinted as The Later Diaries of Ned Rorem by North Point Press, 1974.
8. ders.: Messiaen and Carter on their birthdays, in: Tempo 1978, S. 22–24.
9. ders.: An Absolute Gift: a New Diary, New York 1978.
10. ders.: The Paris Diary and The New York Diary, 1951-1961, San Francisco 1983.
11. ders.: Setting the Tone: Essays and a Diary, New York 1983.
12. ders.: A Composer Offers Some Candid Thoughts on His Art, in: The New York Times, 1. Mai 1983, sec. 2, S. 21.
13. ders.: Violin Concerto – Program Notes, im Programmheft der Uraufführung, Springfield 1985, S. 21–23.
14. ders.: The Nantucket diary of Ned Rorem 1973-85, San Francisco 1987.
15. ders.: Settling the Score: Essays on Music, San Diego, New York, London 1988.
16. ders.: Leonard Bernstein (An Appreciation), in: Tempo 1990 (4), S. 6–9.
17. ders.: In Search of American Opera, in: Opera News 7/1991, S. 8–17.
18. ders.: “Winter Pages / Bright Music”, in: CD New World Records #80416, 1992, S. 3f.
19. ders.: Knowing When to Stop: A Memoir, New York 1996.
20. ders.: Other entertainment. Collected pieces, New York 1996.
21. ders.: Notes on the Program, im Programmheft zur Uraufführung von „Evidence of Things Not Seen“, New York 1998.
22. ders.: „Nantucket, Sommer 1984 (...)“, in: CD DGG 445 185-2, 1999, S. 10f.

### Sekundärliteratur
1. Bailey, Bill: The Solo Piano Works of Ned Rorem 1948-1954. D.M.A., Performance, Peabody Conservatory of Music, 1992.
2. Beal, Amy C.: Negotiating Cultural Allies; American Music in Darmstadt, 1946-1956, in: Journal of the American Musicological Society, Vol. 53/1, Chicago 2000, S. 105–141.
3. Beck, Eleonora M.: Ned Rorem on Music and Politics: An Interview in Celebration of the Composer’s Seventieth Birthday, in: Current Musicology 1993 (54), S. 24–37.
4. Butterworth, Neil: The American Symphony, Aldershot, Brookfield (USA), Singapore, Sydney 1998.
5. Cantrell, Scott: Ned Rorem a harbinger of harmony, in: Times Union, 28. Februar 1986.
6. Claflin, Beverly Hubbard: A musical analysis and poetic interpretation of Ned Rorem’s „Ariel“, Phil. Diss., Arizona, Arizona State Univ. 1987.
7. Copland, Aaron: Musik von heute – Führende Komponisten Europas und Amerikas, dt. Übers., Wien 1947.
8. Danuser, Hermann / Kämper, Dietrich / Terse, Paul (Hrsg.): Amerikanische Musik seit Charles Ives, Laaber 1993.
9. Danuser, Hermann: Gegentraditionen der Avantgarde, in: Amerikanische Musik seit Charles Ives, Laaber 1993, S. 101–112.
10. Davis, Deborah Louise Bodwin: The Choral Works of Ned Rorem. Phil.Diss., Musicology, Michigan State University, 1978.
11. dies.: An Interview about Choral Music with Ned Rorem, in: The Musical Quarterly 1982 (68), S. 390–397.
12. Distler, Jed: An Interview with Ned Rorem, 1996, in: Classical Net Review, www.classical.net/music/recs/reviews/distler/rorem-interview.html, (Stand: 31. August 1999).
13. Dyer, Richard: Ned Rorem Tells All, in: Boston Globe, 30. September 1984, S. 15.
14. Emerson, Gordon: On Razor’s Edge with Ned Rorem, in: New Haven Register, 23. Oktober 1983, sec. 3, S. 1.
15. Greco, Steven: Ned Rorem: in Prose, in Music – a Master of Composition, in: The Advocate, 4. Oktober 1979.
16. Griffiths, Paul: Modern Music – The Avantgarde since 1945, New York 1981.
17. Griffiths, Richard Lyle: Ned Rorem: Music for Chorus and Orchestra. Phil. Diss. Seattle, Washington, Univ. of Washington 1979.
18. Gruen, John: The Party’s Over Now: Reminiscences of the Fifties, in: The Viking Press, New York 1972.
19. Henry, Leon Austin: The Song Cycles of Ned Rorem: A Technical Survey. Phil. Diss.,Baton Rouge, The Louisiana State Univ. and Agricultural and Mechanical College 1986.
20. Hinson, Maurice: Great Composers in Our Time: Ned Rorem, in: Piano Quarterly 1980, S. 6–16.
21. Hitchcock, H. Wiley: Music in the United States – A Historical Introduction, New Jersey 1988.
22. Holmes, James: A Guide to the Sacred Choral Music of Ned Rorem, in: The American Organist 5/1989, S. 66–68.
23. Huyssens, Andreas: Postmoderne – eine amerikanische Internationale?, in: Postmoderne – Zeichen eines kulturellen Wandels, Reinbek 1993, S. 13–44.
24. Jeffers, Grant Lyle: Non-narrative music drama: settings by Virgil Thomson, Ned Rorem and Earl Kim of plays by Gertrude Stein and Samuel Beckett, and „What happened“, an original chamber opera based on a play by Gertrude Stein, Vol 1.2. Phil Diss., Los Angeles, Univ. of California 1983.
25. Johnson, Bret: Still Sings the Voice – A Portrait of Ned Rorem, in: Tempo 1985 (153), S. 7–12.
26. Kirby, Paul Howard: Tonal and Nontonal Elements in the Recent Chamber Music of Ned Rorem. D.M.A doc., Music, City University of New York, 1996.
27. Kolleritsch, Otto: Die Neue Musik in Amerika. Über Traditionslosigkeit und Traditionslastigkeit, Wien 1994, S. 186–190.
28. Kolodin, Irving: Ned Rorem as Teacher, in: Saturday Review 10/1980, S. 105f.
29. Kreutziger-Herr, Annette / Strack, Manfred (Hrsg.): Aus der Neuen Welt – Streifzüge durch die amerikanische Musik des 20. Jahrhunderts, Hamburg 1997.
30. Lowens, Irving: Rezension über „N. Rorem: ‚Music and people‘“, in: Notes 1969/70 (26), S. 280f.
31. Mass, Lawrence D.: A Conversation with Ned Rorem, in: Queering the pitch: The new gay and lesbian musicology, New York 1994, S. 85–112.
32. McDonald, Arlys L.: Ned Rorem – A Bio-Bibliography, New York 1989.
33. Miller, Philip Lieson: The Songs of Ned Rorem, in: Tempo 1979 (127), S. 25–31.
34. Munson, Mark: Ned Rorem’s “An American Oratorio”: An Introspective Work for Our Nation, in: The Choral Journal, Vol. 35, Nr. 10, 05/1995, S. 9–14.
35. Nicholls, David (Hrsg.): The Cambridge History of American Music, Cambridge 1998.
36. O’Connor, Patrick: Imagination Snared, in: Opera News 10/1988, S. 24–27/70.
37. Oehlschlägel, Reinhard: Wandlungen der Avantgarde – Amerikanische Ansätze, Europäische Ansätze, in: Geschichte der Musik im 20. Jahrhundert: 1975-2000, Laaber 2000, S. 25–47.
38. Oja, Carol J.: <Rezension über „Ned Rorem: ‚Setting the Tone: Essays and a Diary‘“>, in: American Music 1987 (5), S. 205–208.
39. Pflederer Zimmermann, Marilyn: <Rezension über „Ned Rorem: ‚Music and people‘“>, in: The journal of Aesthetic Education 1969 (3), S. 181f.
40. Pilar, Lillian Nobleza: The Vocal Style of Ned Rorem in the Song Cycle Poems of Love and the Rain, Phil. Diss., Music, Indiana University 1972.
41. Plum, Nancy: A Conversation With Ned Rorem, in: Voice, November/Dezember 1985, S. 8.
42. Provenzano, Therese A.: The Choral Music of Ned Rorem, Mus. AD Diss., Music education, Boston University 1994.
43. Ramey, Phillip: Ned Rorem: Not Just a Song Composer, in: Keynote, 4 Nr. 3 1980, S. 12–15.
44. Raver, Leonard: Ned Rorem – 1989 Ago Composer of the Year, in: The American Organist 3/1989, S. 56–57.
45. Rehak, Melanie: Questions for Ned Rorem – Elegy: Upon Mourning, in: The New York Times Magazine 14. März 1999, S. 19.
46. Rios, Giselle Elgarresta: The Text and Musical Setting of The Poet's Requiem by Ned Rorem. D.M.A., Choral Conducting, University of Miami.
47. Rosteck, Jens: Rorem, Ned. In: Ludwig Finscher (Hrsg.): Die Musik in Geschichte und Gegenwart. Zweite Ausgabe, Personenteil, Band 14 (Riccati – Schönstein). Bärenreiter/Metzler, Kassel u. a. 2005, ISBN 3-7618-1134-9, Sp. 380–383 (Online-Ausgabe, für Vollzugriff Abonnement erforderlich).
48. Rosteck, Jens: „The Streets of Our Peculiar Hearts“ – Ned Rorems jahrzehntelange Zwiegespräche mit Poulenc und Paris, in: Dialoge und Resonanzen – Musikgeschichte zwischen den Kulturen. Theo Hirsbrunner zum 80. Geburtstag. Hrsg. von Ivana Rentsch u. a., München 2011, S. 191–209.
49. Starr, Larry: Tonal traditions in art music from 1920 to 1960, in: The Cambridge History of American Music, Cambridge 1998, S. 471–495.
50. Summers, Mary Lois: The Songs of Ned Rorem on Religious Texts and Themes. Phil. Diss., Fort Worth, Texas, Southwestern Baptist Theological Seminary 1982.
51. Vogelsang, Kevin: The Piano Concertos of Ned Rorem, D.M.A. doc., Performance practice, University of Cincinnati 1991.
52. Wolgast, Brett: The Organ Music of Ned Rorem. D.M.A., Performance, University of Iowa.
53. (N.N.): „I always think vocally“ – Ein Portrait des amerikanischen Komponisten Ned Rorem (I), (verlagseigenes Komponistenportrait) Boosey&Hawkes, Bonn 1992.